# Gustave Reese
Gustave Reese (Nueva York, 29 de noviembre de 1899 – Berkeley, California, 7 de septiembre de 1977) fue un musicólogo y profesor estadounidense conocido por su trabajo sobre música medieval y renacentista, en particular por sus dos publicaciones Music in the Middle Ages (1940) y Music in the Renaissance (1954), que son la referencia estándar para tales épocas en el campo de la música.

## Obra
Publicaciones
- Music in the Middle Ages: With an introduction on the music of ancient times. W. W. Norton, 1940. ISBN 0-393-09750-1
- Music in the Renaissance. W.W. Norton 1954. ISBN 0-393-09530-4
- Essays in musicology in honor of Dragan Plamenac on his 70th birthday. Univ. of Pittsburgh Press, c1969. ISBN 0-8229-1098-5
- Fourscore Classics of Music Literature. Da Capo Press, 1970. ISBN 0-306-71620-8
- A compendium of musical practice. Dover, 1973. ISBN 0-486-20912-1
- Aspects of Medieval and Renaissance Music. Pendragon Press, 1978 (c1966). ISBN 0-918728-07-X
- The New Grove High Renaissance Masters: Josquin, Palestrina, Lassus, Byrd, Victoria. Macmillan, 1984. ISBN 0-333-38237-4; W. W. Norton, 1984. ISBN 0-393-01689-7